# Basilinna xantusii
Basilinna xantusii (лат.) — вид птиц из семейства колибри. Назван в честь венгерского зоолога Яноша Ксантуша.

## Распространение
Эндемики полуострова Баха-Калифорния (Мексика).

## Описание
Длина тела 8-9 см. Вес 3-4 г. Взрослые особи окрашены преимущественно в зелёный цвет на верхней части и спине. Хвост в основном темно-красновато-коричневый со слабо выраженными чёрными кончиками перьев, но два внутренних прямоугольника зелёные. Самая заметная особенность — белая полоска под глазами, которая встречается как у самцов, так и у самок. Полоса дополнительно подчеркнута более выраженной чёрной полосой, окаймляющей нижнюю часть. У представителей обоих полов нижняя часть тела коричневая, включая подхвостье, при этом коричный цвет покрывает горло у самки. У самцов горло переливается зелёным, хотя часто бывает и чёрным. Клюв красноватого цвета с чёрным кончиком и часто слегка изогнутый. Корона часто слегка зеленоватая, но под разными углами кажется чёрной.

## Биология
Питаются нектаром цветов и цветущих деревьев, а также ловят насекомых на лету.

## Охранный статус
МСОП присвоил виду охранный статус LC.